# Acer caesium
Acer caesium är en kinesträdsväxtart. Acer caesium ingår i släktet lönnar, och familjen kinesträdsväxter.

## Underarter
Arten delas in i följande underarter:
- A. c. caesium
- A. c. giraldii